# Route départementale 907 (Allier)
Pour les articles homonymes, voir Route départementale 907.
La route départementale 907, abrégée en RD 907 ou D 907, est une route départementale de l'Allier reliant le rond-point de Creuzier-le-Neuf, où se termine la route nationale 209, à Lapalisse, sur la route nationale 7.

## Historique
La route départementale 907 a été formée à partir des routes nationales 106 entre Creuzier-le-Neuf et Magnet et 7C de Magnet à Lapalisse.

## Tracé
Cette route relie le rond-point de Creuzier-le-Neuf à l'entrée de Lapalisse, sur la route nationale 7. Elle dessert la zone d'activités des Ancises.
Aucun village n'est traversé sur l'ensemble de son parcours.
Les communes traversées sont :
- Creuzier-le-Neuf
- Les Guittons, commune de Bost et de Creuzier-le-Neuf
- Magnet
- Billezois
- Lapalisse

### Intersections
- N 209 / D 2209 / D 67 / D 174 au Rond-Point de Creuzier-le-Neuf
- D 558 (Seuillet, accès vers la zone d'activités des Ancises)
- D 190, D 390, D 490 et D 690 : Les Guittons, Seuillet
- D 906E (anciennement D 906) : Magnet
- D 262 : Saint-Étienne-de-Vicq
- D 906B : Billezois
- D 173 : Périgny
- N 7 à Lapalisse : Déviation (vers Saint-Étienne, Roanne, Mâcon ; Moulins)
  - D 707 : traversée de Lapalisse
  - D 480 (depuis 2010) : Dompierre-sur-Besbre, Jaligny-sur-Besbre

### Trafic
La RD 907 est classée route à grande circulation sur l'ensemble de son parcours.
Elle compte plus de 5 000 véhicules par jour sur la section entre la RN 209 et la RD 906 à Magnet. On compte également 5 498 véhicules par jour et 15,44 % de poids lourds à Billezois. Un comptage plus récent, de 2014, indique même 7 532 véhicules par jour.
La RD 907 peut être empruntée par les transports de matières dangereuses ; aussi les communes traversées sont-elles soumises à ce risque technologique.

## Sites remarquables et curiosités
- Magnet, un des premiers villages électrifiés de France.
  - Électrodrome, musée retraçant l'histoire de l'électrification en milieu rural[5].